# 400 mètres haies féminin aux championnats du monde d'athlétisme 2011
Navigation
Berlin 2009 Moscou 2013
L'épreuve du 400 mètres haies féminin des championnats du monde de 2011 s'est déroulée du 29 août au 1er septembre 2011 dans le stade de Daegu en Corée du Sud. elle est remportée par l'Américaine Lashinda Demus.

## Critères de qualification
Pour se qualifier pour les Championnats (minima A), il fallait avoir réalisé moins de 55 s 40 entre le 1er octobre 2010 et le 15 août 2011. Le minima B est de 56 s 55.

## Records et performances

### Records
Les records du 400 m haies femmes (mondial, des championnats et par continent) étaient avant les championnats 2011 les suivants.
| Record du monde           | Yuliya Pechonkina    | Russie     | 52 s 34 | Toula, Russie       | 8 août 2003       |
| Record des championnats   | Kim Batten           | États-Unis | 52 s 61 | Göteborg, Suède     | 11 août 1995      |
| Record d'Afrique          | Nezha Bidouane       | Maroc      | 52 s 90 | Séville, Espagne    | 25 août 1999      |
| Record d'Asie             | Han Qing             | Chine      | 53 s 96 | Pékin, Chine        | 9 septembre 1993  |
| Record d'Amérique du Nord | Kim Batten           | États-Unis | 52 s 61 | Göteborg, Suède     | 11 août 1995      |
| Record d'Amérique du Sud  | Lucimar Teodoro      | Brésil     | 55 s 84 | Belém, Brésil       | 24 mai 2009       |
| Record d'Europe           | Yuliya Pechonkina    | Russie     | 52 s 34 | Toula, Russie       | 8 août 2003       |
| Record d'Océanie          | Debbie Flintoff-King | Australie  | 53 s 17 | Séoul, Corée du Sud | 28 septembre 1988 |

### Meilleures performances de l'année 2011
Les dix athlètes les plus rapides de l'année sont, avant les championnats (au 14 août 2011), les suivants.
| 1  | Kaliese Spencer       | Jamaïque    | 52 s 79 | 5 août 2011     |
| 2  | Zuzana Hejnová        | Tchéquie    | 53 s 29 | 8 juillet 2011  |
| 3  | Lashinda Demus        | États-Unis  | 53 s 31 | 4 juin 2011     |
| 4  | Melaine Walker        | Jamaïque    | 53 s 56 | 4 juin 2011     |
| 5  | Vania Stambolova      | Bulgarie    | 53 s 68 | 5 juin 2011     |
| 6  | Natalya Antyukh       | Russie      | 53 s 75 | 23 juillet 2011 |
| 7  | Ristananna Tracey     | Jamaïque    | 54 s 58 | 24 juin 2011    |
| 8  | Perri Shakes-Drayton  | Royaume-Uni | 54 s 62 | 5 août 2011     |
| 9  | Hanna Titimets        | Ukraine     | 54 s 69 | 31 mai 2011     |
| 10 | Anastasiya Rabchenyuk | Ukraine     | 54 s 75 | 3 août 2011     |

## Résultats

### Finale
| Rang               | Athlète               | Temps   | Note |
| ------------------ | --------------------- | ------- | ---- |
| Médaille d'or      | Lashinda Demus        | 52 s 47 | WL   |
| Médaille d'argent  | Melaine Walker        | 52 s 73 | SB   |
| Médaille de bronze | Natalya Antyukh       | 53 s 85 |      |
| 4                  | Kaliese Spencer       | 54 s 01 |      |
| 5                  | Anastasiya Rabchenyuk | 54 s 18 | SB   |
| 6                  | Vania Stambolova      | 54 s 23 |      |
| 7                  | Zuzana Hejnová        | 54 s 23 |      |
| 8                  | Elena Churakova       | 55 s 17 |      |

### Demi-finales
Les 2 premiers de chaque demi-finale et les deux meilleurs temps sont qualifiés.
| Rang | Athlète          | Temps        |
| ---- | ---------------- | ------------ |
| 1    | Vania Stambolova | 54 s 72 (Q)  |
| 2    | Elena Churakova  | 55 s 02 (Q)  |
| 3    | Kaliese Spencer  | 55 s 02 (q)  |
| 4    | Hanna Yaroshchuk | 55 s 09      |
| 5    | Élodie Ouédraogo | 55 s 29 (PB) |
| 6    | Eilidh Child     | 55 s 89      |
| 7    | Jasmine Chaney   | 55 s 97      |
| 8    | Nikolina Horvat  | 57 s 02      |

| Rang | Athlète               | Temps       |
| ---- | --------------------- | ----------- |
| 1    | Natalya Antyukh       | 54 s 72 (Q) |
| 2    | Melaine Walker        | 54 s 97 (Q) |
| 3    | Anastasiya Rabchenyuk | 55 s 06 (q) |
| 4    | Queen Harrison        | 55 s 44     |
| 5    | Muizat Ajoke Odumosu  | 56 s 41     |
| 6    | Nickiesha Wilson      | 56 s 58     |
| 7    | Satomi Kubokura       | 56 s 87     |
| 8    | Wenda Theron          | 57 s 06     |

| Rang | Athlète              | Temps       |
| ---- | -------------------- | ----------- |
| 1    | Lashinda Demus       | 53 s 82 (Q) |
| 2    | Zuzana Hejnová       | 54 s 76 (Q) |
| 3    | Perri Shakes-Drayton | 55 s 07     |
| 4    | Ristananna Tracey    | 55 s 55     |
| 5    | Hanna Titimets       | 55 s 82     |
| 6    | Sara Petersen        | 56 s 49     |
| 7    | Lauren Boden         | 56 s 68     |
| 8    | Vera Barbosa         | 57 s 70     |

### Séries
Les 4 premiers de chaque séries (Q) plus les 4 meilleurs temps (q) se qualifient pour les demi-finales.
| Rang | Athlète               | Temps            |
| ---- | --------------------- | ---------------- |
| 1    | Kaliese Spencer       | 54 s 93 (Q)      |
| 2    | Anastasiya Rabchenyuk | 55 s 08 (Q)      |
| 3    | Queen Harrison        | 55 s 11 (Q)      |
| 4    | Lauren Boden          | 55 s 78 (Q) (SB) |
| 5    | Vera Barbosa          | 56 s 31 (q)      |
| 6    | Christine Merrill     | 57 s 05          |
| 7    | Bimbo Miel Ayedou     | 58 s 80          |

| Rang | Athlète                      | Temps            |
| ---- | ---------------------------- | ---------------- |
| 1    | Zuzana Hejnová               | 55 s 12 (Q)      |
| 2    | Elena Churakova              | 55 s 39 (Q)      |
| 3    | Élodie Ouédraogo             | 55 s 40 (Q) (PB) |
| 4    | Hanna Titimets               | 55 s 40 (Q)      |
| 5    | Sara Petersen                | 56 s 32 (q) (NR) |
| 6    | Nikolina Horvat              | 56 s 60 (q)      |
| 7    | Hanitrasoa Olga Razanamalala | 57 s 25 (PB)     |

| Rang | Athlète                | Temps              |
| ---- | ---------------------- | ------------------ |
| 1    | Lashinda Demus         | 54 s 93 (Q)        |
| 2    | Perri Shakes-Drayton   | 55 s 90 (Q)        |
| 3    | Hanna Yaroshchuk       | 55 s 99 (Q)        |
| 4    | Nickiesha Wilson       | 56 s 08 (Q)        |
| 5    | Jailma de Lima         | 57 s 21            |
| 6    | Birsen Engin           | 57 s 22            |
| 7    | Sharolyn Scott         | 58 s 78            |
| 8    | Fatima Sulaiman Dahman | 1 min 11 s 49 (PB) |

| Rang | Athlète              | Temps             |
| ---- | -------------------- | ----------------- |
| 1    | Vania Stambolova     | 55 s 29 (Q)       |
| 2    | Ristananna Tracey    | 55 s 96 (Q)       |
| 3    | Eilidh Child         | 56 s 18 (Q)       |
| 4    | Muizat Ajoke Odumosu | 56 s 23 (Q) (SB)  |
| 5    | Nagihan Karadere     | 56 s 76           |
| 6    | Stine Meland Tomb    | 57 s 51           |
| 7    | Déborah Rodríguez    | 59 s 52           |
| 8    | Jessica Aguilera     | 1 min 2 s 78 (NR) |

| Rang | Athlète          | Temps            |
| ---- | ---------------- | ---------------- |
| 1    | Melaine Walker   | 54 s 86 (Q)      |
| 2    | Natalya Antyukh  | 54 s 88 (Q)      |
| 3    | Wenda Theron     | 56 s 13 (Q) (PB) |
| 4    | Jasmine Chaney   | 56 s 28 (Q)      |
| 5    | Satomi Kubokura  | 56 s 66 (q)      |
| 6    | Manuela Gentili  | 56 s 71          |
| 7    | Amaliya Sharoyan | 58 s 54 (NR)     |
| 8    | Kyeong-Mi Son    | 1 min 0 s 21     |

## Légende
Records et Performances
- AR : Record continental (area record)
- CR : Record des championnats (championship record)
- MR : Record du meeting (meet record)
- NR : Record national (national record)
- OR : Record olympique (olympic record)
- PR : Record paralympique (paralympic record)
- PB : Record personnel (personal best)
- SB : Meilleure performance personnelle de la saison (season's best)
- WL : Meilleure performance mondiale de l'année (world leader)
- WJR : Record du monde junior (world junior record)
- WR : Record du monde (world record)

Circonstances et Conditions
- DNF : N'a pas terminé (did not finish)
- DNS : N'a pas pris le départ (did not start)
- DQ : Disqualification (disqualification)
- NM : Aucun essai valable enregistré (No Mark)
- Q : Qualifié « directement » au prochain tour (ou à la prochaine compétition), lors d'une compétition majeure, grâce au classement ou à la réalisation des minima (automatic qualifier)
- q : Qualifié au prochain tour (ou à la prochaine compétition), lors d'une compétition majeure, grâce au repêchage ou à la réalisation de l'une des meilleures performances parmi celles des « non qualifiés directement » (grâce au meilleur temps ou à la meilleure distance par exemple) (secondary qualifier)